# Willem Delsaux
Willem Delsaux (Willem Charles Lievin Delsaux), né le 4 mai 1862 à Ixelles et mort 28 août 1945 à Grimbergen, est un peintre, sculpteur, graveur, lithographe et céramiste belge, principalement connu pour ses paysages urbains de Bruxelles, Anvers et Charleroi et de leurs environs, ainsi que de paysages naturels et marins de la côte belge de la mer du Nord. 

## Biographie
Willem Delsaux entame d'abord des études de droit puis se tourne vers l'étude de la peinture décorative à l'Académie des Beaux-Arts de Bruxelles de 1878 à 1880. Il y reçoit notamment l'enseignement du peintre paysagiste Joseph Quinaux. Il suit ensuite pendant quelque temps des cours à l'École des beaux-arts de Paris et entreprend des voyages d'études en France, Hollande, Italie, Angleterre et Allemagne.
À son retour, il travaille en indépendant à Bruxelles où il vit avec Henry de Groux et William Degouve de Nuncques. Pendant cette période, il organise quelques expositions individuelles. En 1906, il est membre fondateur du cercle artistique L'Estampe.
En 1907, il s'installe à Bouffioulx et ouvre un atelier de poterie où il applique les techniques et méthodes décoratives traditionnelles de la région à ses propres créations. À Bouffioulx, il côtoie, les artistes et céramistes Roger Guérin, Arthur Craco, Omer Coppens ou Willy Finch.
En 1911, il fonde la Poterie de l'Escarboucle, une école wallonne de fabrication d'émail et de faïence émaillée, destinée, entre autres à l'architecture (cheminées, façades complètes, terrasses ou vases). Il rédige également des publications sur la céramique, mais le déclenchement de la guerre contrarie le fonctionnement de son entreprise.
Willem Delsaux devient professeur à l'Université du Travail Paul Pastur à Charleroi où il enseigne les arts décoratifs, le dessin, la peinture et la céramique et fonde en 1924 le 1er Salon de la Vie artistique. Après la guerre, il retourne à Bruxelles.
Il est membre des associations d'artistes L'Essor, Les Indépendants, L'Estampe, du Cercle Artistique et Littéraire de Charleroi et de l'Union des Arts.

## Œuvre
Willem Delsaux se fait connaître surtout avec des peintures à l'huile et au pastel qui, au début, s'inscrivent dans le courant du luminisme et sont réalisées dans une technique de peinture par touches. Ensuite, encouragé par Émile Verhaeren et Camille Lemonnier, il représente surtout l'industrie minière.
Delvaux se tourne ensuite à la fin de sa vie vers la peinture des paysages de Zélande et des polders et publie un album de gravures Les Croquis Zélandais. 
Son travail de sculpteur est de nature monumentale et décorative.
- L'Allée dans le vieux Parc de 1897, Musée de Malines ;
- Les Bouleaux, fin d'Automne de 1883, Musée de Mons ;
- Les Barques à Marée d'équinoxe de 1901, Salle du Sénat à Bruxelles ;
- Les Travaux du Canal maritime de 1907, Ministère des Finances à Bruxelles.

En 1972, le cercle artistique de Châtelet organise une rétrospective de son œuvre.